# Xã Egg Creek, Quận McHenry, Bắc Dakota
Xã Egg Creek (tiếng Anh: Egg Creek Township) là một xã thuộc quận McHenry, tiểu bang Bắc Dakota, Hoa Kỳ. Năm 2010, dân số của xã này là 65 người.